# Рагозин, Иван Алексеевич
Иван Алексеевич Рагозин (18 января 1900, Кимильтей, Иркутская губерния — 15 октября 1976, Братск, Иркутская область) — первый секретарь Братского и Богучанского РК ВКП(б), заведующий Братским райфинотделом в Великую Отечественную войну.

## Биография
Иван Алексеевич Рагозин родился в семье крестьянина-бедняка в селе Кимильтей в 1900 году. С 16 лет начал работать на железной дороге.

### Революционные годы
В мае 1919 года был насильно забран в ряды колчаковской армии и через месяц убежал, в сентябре того же года пойман и посажен в Куйтунскую тюрьму. Во время пересылки в Нижне-Удинск вместе с другими заключенными убежал, где скрывался до декабря 1919 года в местечке Ухтуй.
После разгрома Колчака вернулся на железную дорогу, но в феврале 1920 года призван в Красную Армию, где был зачислен в 1-й Иркутский запасной полк, который затем переформировали в 148-й стрелковый полк, с которым Иван Рагозин принял участие в боях с отрядами: казачьего есаула Сенотрусова, Заманщикова (Залари), Новокшоновым, Черновым (Черемхово и Балаганск). Дослужился до сотрудника штаба батальона.
В 1921 году Иван Алексеевич вступил в партию, в мае того же года принял участие в боях с частями барона Унгерна. 20 сентября 1922 года полк вернулся в Иркутск, а Рагозина направили в Тулунский ЧОН, где до 1924 года он заведовал складом.

### На советской и партийной работе
В мае 1924 года И. А. Рагозин вернулся в родное село. Через месяц он был избран председателем Кимильтейского волисполкома и работал на этом посту до февраля 1927 года. Параллельно работал в Зиминском райкоме и Тулунском окружкоме.
С февраля 1927 года по 1930 год Иван Алексеевич Рагозин — первый секретарь Братского РК ВКП(б). И. А. Рагозин был делегатом 3-й Сибирской партийной конференции
В апреле 1930 года И. А. Рагозин переведен на работу в Тулун в качестве зав. орготделом райкома партии, где он работал три года. В Тулуне родилась его третья дочь. С июля 1933 по ноябрь 1936 года Иван Алексеевич работал секретарем Богучанского райкома ВКП(б).

### Дальнейшая судьба
Вернулся в Братск в 1936 году и до 1941 года работал главным бухгалтером и заведующим Братской районной сберкассой. В период Отечественной войны работает заведующим райфинотделом, перед уходом на пенсию И. А. Рагозин работал бухгалтером Братской лесоперевалочной базы.
Иван Алексеевич Рагозин скончался 15 октября 1976 года в возрасте 76 лет и похоронен в г. Братске.